# Amblypodia silhetensis
Amblypodia silhetensis är en fjärilsart som beskrevs av William Chapman Hewitson 1862. Amblypodia silhetensis ingår i släktet Amblypodia och familjen juvelvingar. Inga underarter finns listade i Catalogue of Life.

## Bildgalleri

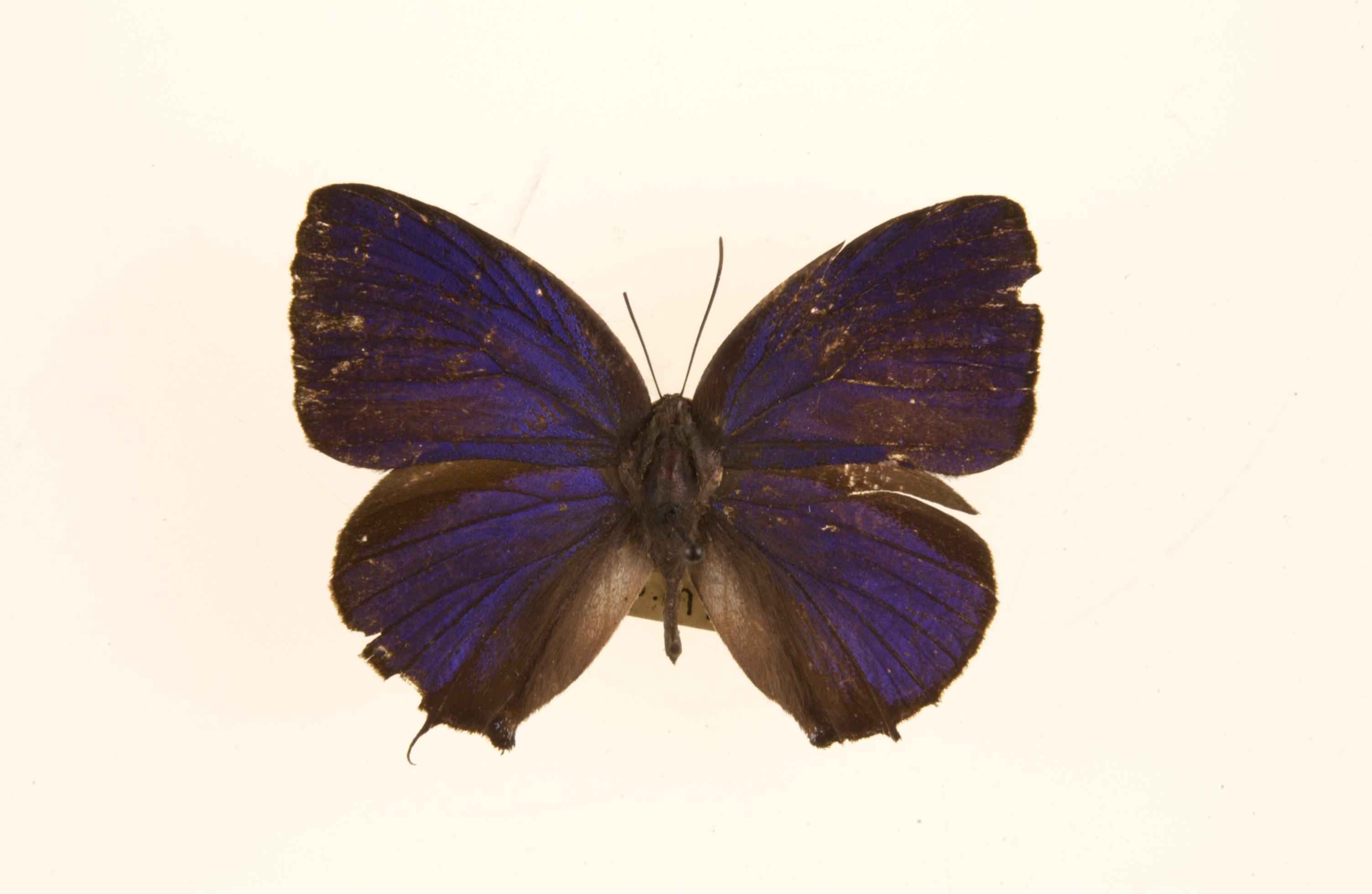
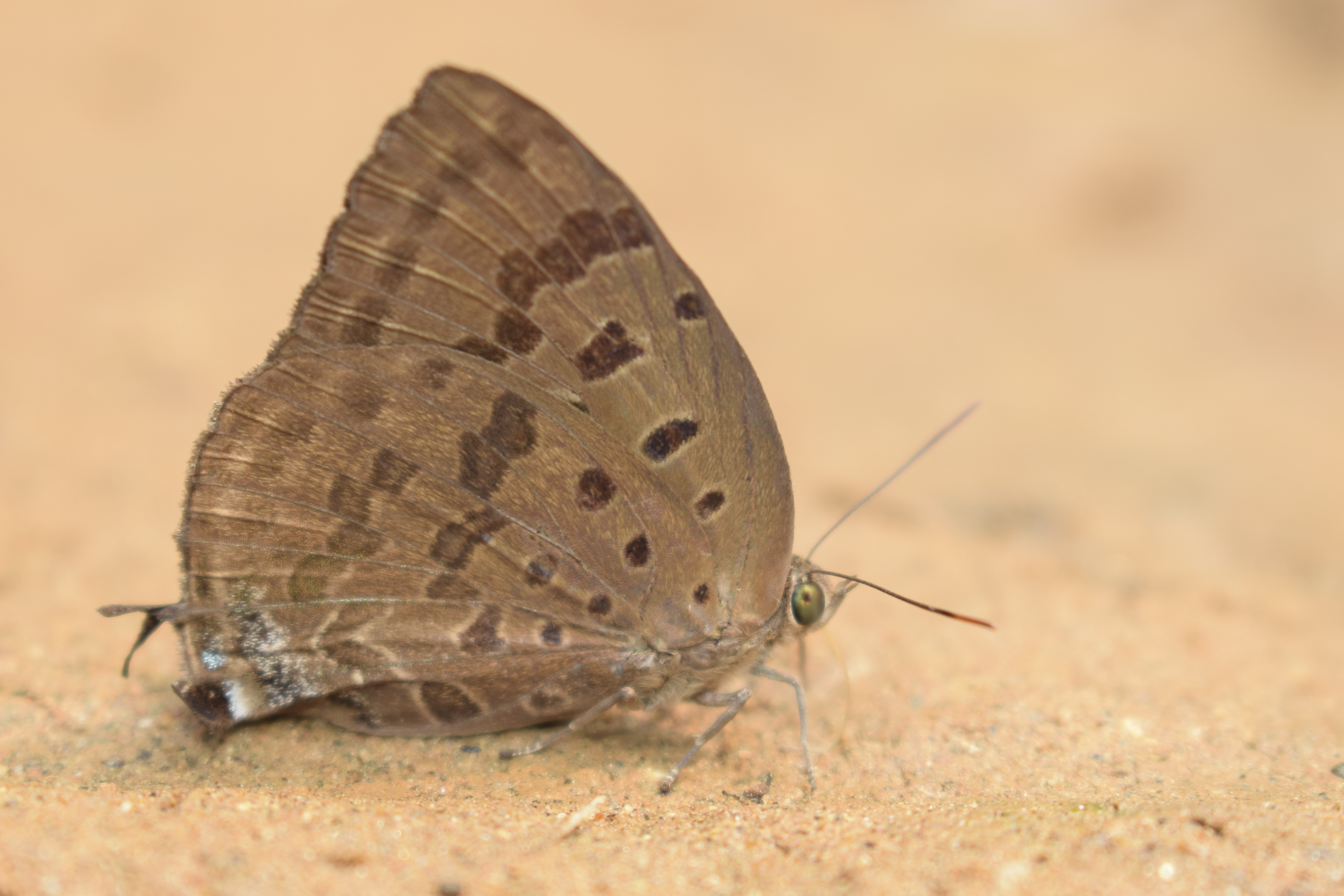